# Marmaroxylon basijugum
Marmaroxylon basijugum là một loài thực vật có hoa trong họ Đậu. Loài này được (Ducke) L.Rico mô tả khoa học đầu tiên.